# Dasophrys nanus
Dasophrys nanus là một loài ruồi trong họ Asilidae. Dasophrys nanus được Londt miêu tả năm 1981. Loài này phân bố ở vùng nhiệt đới châu Phi.